# منطقة لوس أنجلوس الكبرى
منطقة لوس أنجلوس الكبرى، أو كما يطلق عليها ساوثلاند، وهو مصطلح للتكتل الشعبي للمنطقة الحضرية في جميع أنحاء البلاد من لوس أنجلوس، كاليفورنيا، الولايات المتحدة .هي منطقة تمتد من فنتورا أو سانتا باربرا في الشمال وفي الحدود الجنوبية لمقاطعة أورانج ومن المحيط الهادئ إلى الإمبراطورية الداخلية. هي أكبر منطقة في لوس أنجلوس وتشمل منطقة لوس أنجلوس، الامبراطورية الداخلية، ومنطقة أوكس، فينتورا وألف أوكسنارد.

## معرض صور

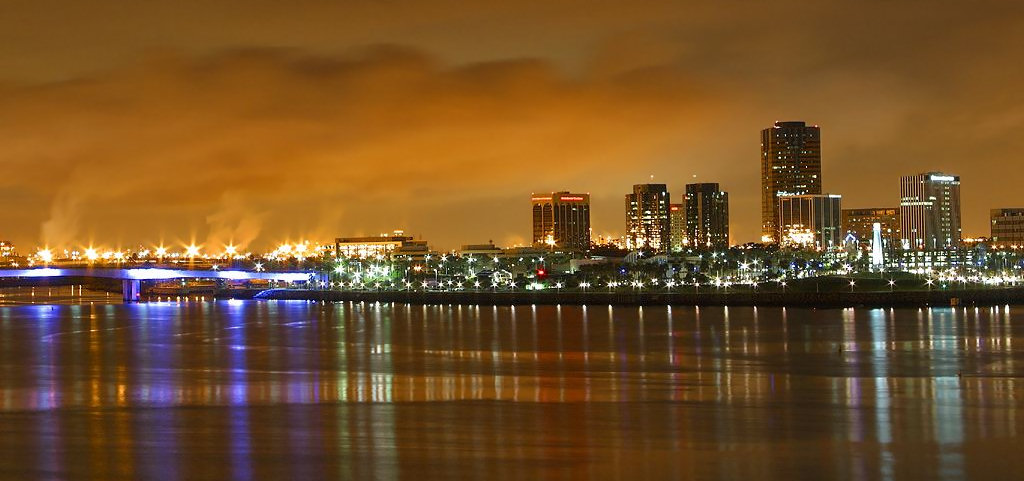
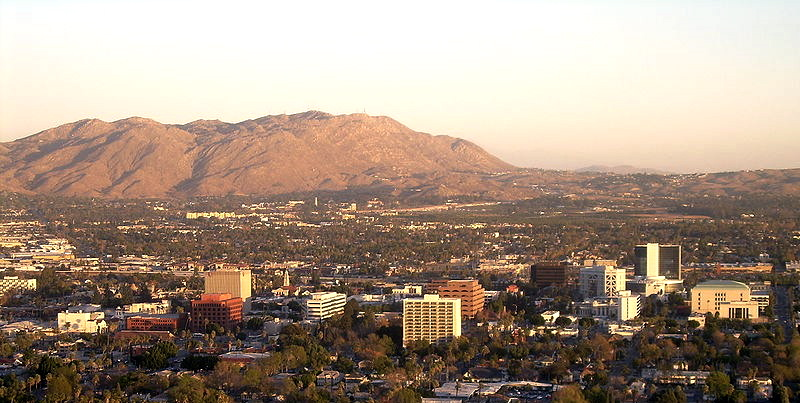
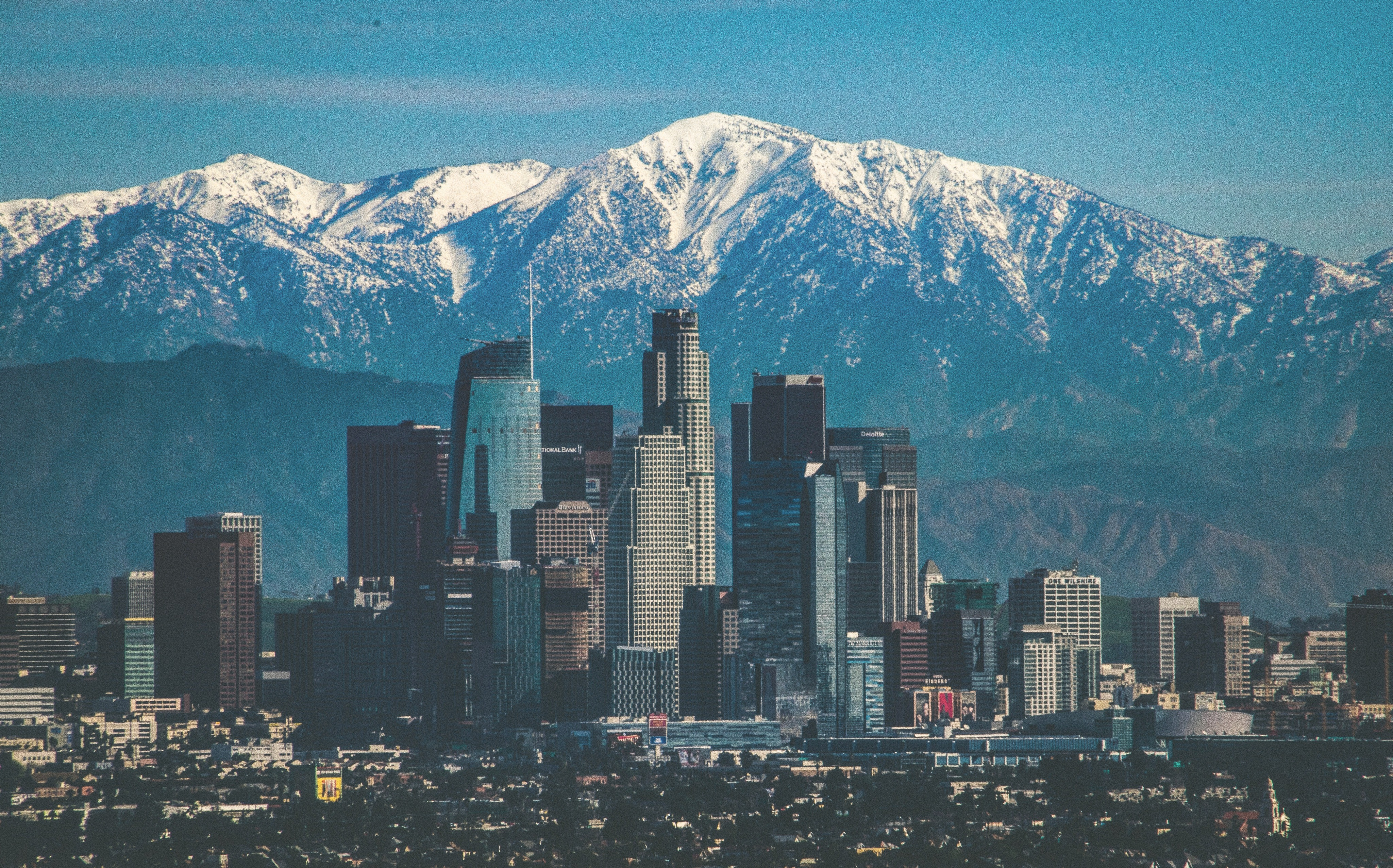

## المناطق الحضرية
| السكان رتبة | منطقة حضرية                      | 2000 عدد السكان سنة |
| ----------- | -------------------------------- | ------------------- |
| 2           | لوس أنجلوس–لونغ بيتش–سانتا أنا   | 11,789,487          |
| 14          | ريفرسايد وسان بيرناردينو         | 1,506,816           |
| 55          | سانتا أنا                        | 355,662             |
| 91          | أوكسنارد                         | 337,591             |
| 123         | بالمديل–لانكاستر                 | 263,532             |
| 125         | إنديو–كاثيدرال سيتي–بالم سبرينغس | 254,856             |
| 131         | مورريتا–تيميكولا                 | 229,810             |
| 143         | ثوسند أوكس                       | 210,990             |
| 150         | فيكتورفيلي–هيسبيريا–أببل فالي    | 200,436             |
| 176         | سانتا كلاريتا                    | 170,481             |
| 227         | هيميت                            | 117,200             |
| 238         | سيمي فالي                        | 112,345             |
| 368         | كاماريلو                         | 62,798              |